# Ajuste del pastor
El ajuste de los pastores o por “San Pedro” se refiere a la contratación de pastores por un año completo, actuando como referencia el día de San Pedro (29 de junio), también denominado “San Pedro Borreguero”. Esta fecha proviene del Concejo de la Mesta y las Ordenanzas locales que marcaba el solsticio de verano como periodo tradicional para los tratos de pastos y pastores. En las ordenanzas de Villa y Tierra de Cuéllar se denomina San Pedro de Junio.
El día de San Pedro era uno de los pocos días en que los pastores podían acudir a oír misa y se pactaba a la puerta de la iglesia con contratos orales fijando los términos y condiciones del trato, los jornales correspondientes y las obligaciones y deberes de ambas partes.
A pesar de las diferencias regionales y según qué periodo histórico, el pago podía incluir vivienda, leña, dinero o legumbre. Siempre se incluía un pago principal en fanegas de trigo según número de cabezas.
El ajuste empezaba a regir el treinta de junio. El día 29 se contaban los animales y si había cambio de pastor se cambiaban cencerros que eran propiedad de los pastores y que tenían un sonido característico. Podía aprovecharse el día para esquilar.
Se trataba de un trato mercantil que se cerraba con una merienda de cortesía que actuaba como una primitiva cena de negocios. Este remate, entre los ganaderos, era como la rúbrica del trato, tanto es así que se denominaba "echar la robla o robra". Esta merienda era con productos de la matanza o platos específicos como el bollo del pastor y los huevos asesados en Valloria y Serón de Nágima (Soria), el pincho de lechazo de Santibáñez de Valcorba (Valladolid), o los duelos y quebrantos (Guadalajara).
Esta costumbre medieval desapareció en el siglo pasado cuando los pastores se convierten paulatinamente en ganaderos. Los ajustes más documentados son referidos a ganado ovino, pero era válido para cualquier animal de renta como ganado vacuno (VIllacidayo) o caprino (Baza).